# Экспериментальная математика
Экспериментальная математика — область математики, отличающаяся использованием различных приёмов, в том числе приёмов подстановки, перемещения, доказательств от обратного, в том числе с использованием электронно-вычислительных инструментов для проверки, подтверждения старых и получения новых фактов (теорем) в математике. Все результаты, полученные в экспериментальной математике, являются строго доказанными утверждениями математики. Строго говоря, любые доказательства, выкладки, вычисления и т. д. являются экспериментами с целью получения новых законов (теорем). Однако в экспериментальной математике для проведения экспериментов используется современная вычислительная техника, позволяющая осуществлять эксперименты, недоступные при ручном счете. Основным методом экспериментальной математики являются доказательные вычисления, в ходе которых результаты вычислений используются для строгого доказательства математических фактов.
Пол Ричард Халмош писал: «Математика не является дедуктивной наукой — это клише. Если вы пытаетесь доказать теорему, вам недостаточно перечислить посылки, а затем начать рассуждения. Что вы делаете, это пробы и ошибки, эксперименты и угадывания. Вам нужно обнаружить, что это за факт, и то, что вы делаете, похоже на работу экспериментатора в лаборатории».

## История
Математики всегда практиковали экспериментальную математику. Существуют записи ранних математиков, таких как вавилонские, обычно состоящие из списка числовых примеров, иллюстрирующих алгебраическое тождество. Однако современные математики, начиная с 17-го столетия, развили традицию печати результатов в конечном, формальном представлении. Числовые примеры, которые могли привести математику к формулировке теоремы, не публиковались, и, как правило, забыты.
Экспериментальная математика как отдельная область изучения возродилась в двадцатом столетии, когда изобретение электронных компьютеров в значительной степени увеличило область выполнимых вычислений со скоростью и точностью, которая была недоступна предыдущим поколениям математиков. Существенной вехой и достижением экспериментальной математики было открытие в 1995-м году формулы Бэйли — Боруэйна — Плаффа для двоичных цифр числа π. Формула была открыта не по формальным причинам, а после поиска с помощью компьютера. Только после этого было найдено строгое доказательство.

## Цели и использование
Целью экспериментальной математики является «получить понимание и проникновения в сущность понятий, подтвердить или опровергнуть гипотезы, сделать математику более осязаемой, яркой и интересной как для профессиональных математиков, так и любителей».
Использование экспериментальной математики:
1. Проникновение в сущность и чувство предмета.
2. Открытие новых моделей и связей.
3. Использование графических дисплеев для попытки угадать лежащие в основе принципы.
4. Проверка и опровержение гипотез.
5. Исследование возможных результатов для оценки, являются ли они стоящими формальными доказательствами.
6. Предложение подходов для формального доказательства.
7. Замена длинных ручных выводов выводами на основе компьютера.
8. Подтверждение полученных аналитически результатов.

## Аппарат и техники
Экспериментальная математика использует вычислительные методы для вычисления приближённых значений интегралов и сумм бесконечных рядов. Для вычислений часто используется арифметика произвольной точности — обычно 100 значащих цифр и более. Затем используется алгоритм целочисленных отношений для поиска связей между этими значениями и математическими константами. Работа с высокой точностью уменьшает возможность принятия математического совпадения за истинную связь. Затем ищется формальное доказательство предполагаемой связи — часто проще найти доказательство, если гипотетическая связь известна.
Если ищется контрпример или нужно произвести доказательство, требующее перебора большого объёма, может быть использована техника распределённых вычислений для распределения вычисления между компьютерами.
Часто используются общие системы компьютерной алгебры, такие как Mathematica, хотя пишутся и специфичные для конкретной области программы, чтобы атаковать проблемы, для решения которых нужна высокая эффективность. Программное обеспечение экспериментальной математики обычно включает механизмы обнаружения и исправления ошибок, проверку целостности и избыточные вычисления для минимизации возможности получения ошибочного результата при программных ошибках или сбоях процессора.

## Приложения и примеры
- Поиск контрпримера
  - Роджер Фрай использовал технику экспериментальной математики для поиска наименьшего контрпримера гипотезе Эйлера.
  - Проект ZetaGrid[англ.] был инициирован для поиска контпримера гипотезе Римана.
  - Этот проект искал контрпример гипотезе Коллатца (контрпример найден не был).
- Поиск новых примеров чисел или объектов с определёнными свойствами
  - Great Internet Mersenne Prime Search — широкомасштабный проект по поиску простых чисел Мерсенна .
  - Проект OGR общества distributed.net — поиск оптимальных линеек Голомба.
  - Проект Riesel Sieve[англ.] («Решето Ризеля») — поиск наименьшего числа Ризеля.
  - Проект Seventeen or Bust («Семнадцать или провал») — поиск наименьшего числа Серпинского.
- Поиск случайных числовых схем
  - Эдвард Лоренц нашёл аттрактор Лоренца, ранний пример хаотических динамических систем, при исследовании аномальных поведений в числовой модели погоды.
  - Спираль Улама была найдена случайно.
  - Открытие Митчеллом Фейгенбаумом постоянных Фейгенбаума первоначально основывались на числовом наблюдении с последующей тщательной проверкой.
- Использование компьютерных программ для проверки большого, но конечного числа случаев для завершения с помощью компьютера доказательства путём полного перебора вариантов[англ.]
  - Доказательство Томасом Каллистером Гейлсом[англ.] гипотезы Кеплера.
  - Различные доказательства проблемы четырёх красок.
  - Доказательство Клементом Ламом[англ.], что не существует конечной проективной плоскости порядка 10[5].
- Символическая проверка (с помощью компьютерной алгебры) гипотез для поощрения поиска аналитического доказательства
  - Решения специального случая квантовой задачи трёх тел, известной как задача о молекулярном ионе водорода — были найдены базовые решения на основе квантовой химии, ещё до понимания, что все они приводят к одному и тому же аналитическому решению в терминах обобщения W-функции Ламберта. Связанная с этой работой изоляция неизвестной до этого связи между теорией гравитации и квантовой механикой в малых размерностях (см. «Квантовая гравитация»).
  - В области релятивистской механики нескольких тел, а именно, симметричной по времени теории поглощения Уилера – Фейнмана[англ.] — эквивалентность между опережающим потенциалом Лиенара — Вихерта частицы j, действующим на частицу i и соответствующим потенциалом частицы i, действующим на частицу j, был продемонстрирован вплоть до порядка {\displaystyle 1/c^{10}}, прежде чем факт был доказан математически. Интерес к теории Уилера — Фейнмана возобновился вследствие квантовой нелокальности[англ.].
  - В области линейной оптики проверка разложения в ряд огибающей[англ.] электрического поля для ультракоротких световых импульсов в неизотропных средах. Предыдущее разложение в ряд было неполным — результат зависел от добавочного члена, правомерность которого была подтверждена экспериментально.
- Вычисление сумм бесконечных рядов, бесконечных произведений и интегралов (см. также «Символьное интегрирование»), как правило, путём вычислений с большой точностью, а затем использования алгоритма целочисленных отношений[англ.] (такого как «Inverse Symbolic Calculator[англ.]» (Обратный символьный калькулятор) для поиска линейной комбинации математических констант, которая даёт это значение. Например, следующее равенство было сначала предсказано Энрико Ау-Яном, студентом Джонатана Борвейна[англ.] с использованием компьютера и алгоритма PSLQ[англ.] в 1993: [6].

{\displaystyle {\begin{aligned}\sum _{k=1}^{\infty }{\frac {1}{k^{2}}}\left(1+{\frac {1}{2}}+{\frac {1}{3}}+\cdots +{\frac {1}{k}}\right)^{2}={\frac {17\pi ^{4}}{360}}.\end{aligned}}}
- Визуальные исследования
  - В книге Дэвида Мамфорда с соавторами Indra's Pearls[англ.] («Перлы Индры») исследуются различные свойства преобразования Мёбиуса и группы Шотки[англ.] с помощью генерации компьютерных визуальных образов групп, приведены убедительные свидетельства для многих гипотез и предложения продолжить исследования[7].

## Правдоподобные, но неверные примеры
Некоторые правдоподобные связи выполняются до высокой степени точности, но остаются неверными. Один такой пример:
{\displaystyle \int _{0}^{\infty }\cos(2x)\prod _{n=1}^{\infty }\cos \left({\frac {x}{n}}\right)\mathrm {d} x\approx {\frac {\pi }{8}}.}
Обе стороны данного выражения отличаются лишь в 42-м знаке.
Другой пример — максимальная высота (максимальное абсолютное значение коэффициентов) всех множителей xn − 1 оказывается той же самой, что и высота кругового многочлена n-й степени. Компьютерные вычисления показали, что это верно для n < 10000 и ожидали, что это верно для всех n. Однако более полный поиск показал, что равенство оказывается неверным для n = 14235, когда высота кругового многочлена n-й степени равна 2, а максимальная высота множителей xn − 1 равна 3.

## Исследователи
Следующие математики и специалисты в области информатики внесли существенный вклад в области экспериментальной математики:
- Фабрис Беллар
- Дэвид Г. Бэйли[англ.]
- Джонатан Борвейн[англ.]
- Дэвид Эпштейн[англ.]
- Хилэмэн Фергюсон[англ.]
- Рональд Грэм
- Томас Каллистер Гейлс[англ.]
- Дональд Эрвин Кнут
- Клемент Лам[англ.]
- Орен Паташник
- Симон Плуфф[англ.]
- Эрик Вольфганг Вайсстайн
- Дорон Цейльбергер
- А.Дж. Хан Винк[англ.]